# Waduk Pluit
Waduk Pluit är en sjö i Indonesien.   Den ligger i provinsen Jakarta, i den västra delen av landet.  Runt Waduk Pluit är det i huvudsak tätbebyggt.